# أندي ماكي
أندي ماكي (بالإنجليزية: Andy McKee) هو موسيقي أمريكي، ولد في 11 نوفمبر 1953 في فيلادلفيا في الولايات المتحدة.

## وصلات خارجية
- الموقع الرسمي
- أندي ماكي على موقع IMDb (الإنجليزية)
- أندي ماكي على موقع ميوزك برينز (الإنجليزية)
- أندي ماكي على موقع أول ميوزيك (الإنجليزية)
- أندي ماكي على موقع ديسكوغز (الإنجليزية)